# Dolichocephala rotundinota
Dolichocephala rotundinota är en tvåvingeart som beskrevs av Wagner, Leese och Arne Panesar 2004. Dolichocephala rotundinota ingår i släktet Dolichocephala och familjen dansflugor. Inga underarter finns listade i Catalogue of Life.